# Soundtrack '97-'17
Soundtrack '97-'17 è una raccolta della cantante italiana Elisa, pubblicata il 1º settembre 2017 dalla Sugar Music.
Si tratta dell'ultima pubblicazione della cantante attraverso l'etichetta, decidendo di firmare nel corso del 2018 con la Universal Music Group.

## Antefatti
Il 2 febbraio 2017 Elisa, attraverso un cominicato stampa, annuncia il Together Here We Are, una serie di quattro concerti-evento presso l'Arena di Verona dal 12 al 16 settembre 2017 per i vent'anni di carriera. Le quattro date hanno visto una tematizzazione musicale, coordinate dalla stessa Elisa: la prima data Pop-Rock, con direzione artistica di Andrea Rigonat, la seconda Acustica-Gospel diretta da Gianluca Ballarin e due Orchestra, con la direzione di Patrick Warren.

Nel corso della conferenza stampa viene inoltre annunciata la pubblicazione di un Greatest Hits della cantante, da lei stessa supervisionato e approvato, uscirà entro fine anno per Sugar Music. La cantante ha inoltre comunicato di aver terminato il contratto con la Sugar Music, e di aver sottoscritto un nuovo contratto discografico con la Universal Music Group:
(Elisa Toffoli)

## Accoglienza
Rockol considera il progetto un approfondimento della precedente raccolta Soundtrack '96-'06, definendolo «un bel viaggio dentro i primi vent'anni di carriera di una delle voci più versatili del pop-rock italiano»
Giulia Ciavarelli di TV Sorrisi e Canzoni descrive il progetto come un «lungo viaggio musicale» realizzato «per tutti coloro che vogliono scoprire e ripercorrere l’incredibile viaggio artistico di Elisa, un’opera completa e antologica».

## Tracce

### CD
CD 1 – 97-07
1. Sleeping in Your Hand (Mark Saunders Remix) – 3:45
2. Labyrinth – 4:58
3. A Feast for Me – 5:13
4. Gift – 4:20
5. Luce (tramonti a nord est) – 4:25
6. Heaven Out of Hell – 4:55
7. Rainbow (Bedroom Rockers Remix) – 4:08
8. Dancing – 5:35
9. Broken – 4:21
10. Together – 4:23
11. Una poesia anche per te (Life Goes On) – 5:16
12. Swan – 4:14
13. Gli ostacoli del cuore (con Ligabue) – 4:28
14. Eppure sentire (un senso di te) – 4:14
15. Stay – 4:11
16. Qualcosa che non c'è – 4:39

CD 2 – 07-17
1. Ti vorrei sollevare (con Giuliano Sangiorgi) – 4:29
2. Anche se non trovi le parole – 4:05
3. Someone to Love – 3:33
4. Nostalgia – 4:56
5. Sometime Ago – 4:26
6. Love Is Requited – 3:40
7. L'anima vola – 4:05
8. Ancora qui – 4:58
9. Ecco che – 3:56
10. Pagina bianca – 3:51
11. Un filo di seta negli abissi – 3:38
12. A modo tuo – 5:22
13. No Hero – 4:16
14. Love Me Forever – 3:18
15. Bruciare per te – 4:57

CD 3 – Covers
1. Almeno tu nell'universo – 4:10
2. (Sittin' on) the Dock of the Bay – 2:49
3. Redemption Song – 5:23
4. Hallelujah – 7:26
5. Femme fatale – 4:41
6. Wild Horses – 5:41
7. Mad World – 5:16
8. 1979 – 4:24
9. Pour que l'amour me quitte (con Giorgia) – 3:17
10. Ho messo via – 3:52
11. I Never Came – 4:24
12. One – 5:48
13. Bridge over Troubled Water – 4:55

CD 4 – Rarities
1. Labyrinth (Remix Radio Cut) – 3:16
2. Labyrinth (Live Version) – 5:05
3. A Feast for Me (Live Special Version) – 6:12
4. Gift (Deadmouse Remix Radio Cut) – 4:51
5. Happiness Is Home (Pressure Chunga Remix) – 6:00
6. Happiness is home (Sam Version) – 5:19
7. Time (Planet Funk Radio Edit) – 3:49
8. Hablame (Martin Terrefe - Michael Brauer Mix) – 4:20
9. Come Speak to Me (4hero Radio Edit) – 3:51
10. Heaven Out of Hell (Sensual Heaven Remix) – 4:15
11. Heaven Out of Hell (Live at Tropical Pizza 14/11/2001) – 4:31
12. Lullaby – 4:16
13. Teach Me Again (Elisa's Version) – 4:44
14. Sentir sin embargo – 4:15

### DVD
- DVD 1: Lotus Live @ MTV Supersonic
- DVD 2: Soundtrack Live
- DVD 3: Ivy - The Film
- DVD 4: L'anima vola tour - Live Documentary

## Classifiche

### Classifiche settimanali
| Classifica (2017) | Posizione massima |
| ----------------- | ----------------- |
| Italia            | 4                 |

### Classifiche di fine anno
| Classifica (2017) | Posizione |
| ----------------- | --------- |
| Italia            | 75        |